# シャイニング・フォース イクサ
『シャイニング・フォース イクサ』（Shining Force EXA）は、2007年1月18日にセガから発売されたPlayStation 2用アクションRPG。開発はネバーランドカンパニー、キャラクターデザインはpakoが担当。

## 概要
2005年に発売されたPS2用ソフト『シャイニング・フォース ネオ』をベースに、そのバトルシステムや育成システムを継承・発展させたアクションRPG。キャラクターデザイナーを変更し、世界観やキャラクターも一新した。
新要素として、以下の点が挙げられる。
- ヒーロー・ヒロイン、2人の主人公を状況に応じ選択。
- 前作では仲間の待機所だった『本陣』を、ゲームの中枢に発展させた『要塞』システム。
- 攻めと守りを同時に行う『遠征と防衛』。
- 着せ替え的要素など、キャラクターの魅力を活かした視覚的演出の強化。
- 聖剣「シャイニングフォース」とその聖剣によって動く機動要塞「ジオフォート」を手に入れた主人公、要塞を奪おうとするふたつの国との関係がストーリーの流れ。

## プロローグ
人間と獣人と魔族が存在する世界。人間が治める帝国「ノスワルド」、魔族の領土「フィアランド」。その大陸では、ふたつの国がいさかいを起こしながらも共存してきた。しかし、両国の玉座に強い武力を誇る王が就いたことをきっかけに、激しい争いが始まる。
戦争が各地で起こり、戦うことが自然なことになっていく両国。変わりゆく国に馴染めない人々が辺境に集まり、そんな辺境から世界の歴史が変わろうとしていた。

## システム
- 戦闘: プレイヤーは主人公を操り、オートで動く二人の仲間とともに戦う。
- 仲間: 前作では不変だった仲間の装備を変更でき、装備によって仲間の思考回路を変更できる。
- 機動要塞: 主人公達の拠点であり、仲間の待機所。パワーアップさせることで、様々な施設の追加や要塞の強化ができる。
- 遠征と防衛: 主人公のひとりが大陸各地に遠征し、その間に機動要塞「ジオフォート」が攻撃を受けるともうひとりの主人公による防衛戦に移行する。
- 特殊技: ボタンと押し続けて離すと発動する『チャージ技』、一定条件において連続攻撃の後にチャージ技が出る『スペシャル攻撃』など。

## 特色
ダメージ値が一般的なRPGに比べて極端なインフレを起こすことが特徴的な作品である。
序盤においては受けるダメージも与えるダメージも2〜3桁と比較的大人しいのだが、中盤以降は武器の強化やパワーアート（いわゆるスキル）の追加によって攻撃力は飛躍的に増していく。
結果、シナリオ終盤や隠しダンジョンでは通常攻撃で数百万ダメージを与えるのは当たり前という壮絶な戦闘が展開されることとなる。
この数値のインフレを爽快と捉えるか馬鹿馬鹿しいと捉えるかは、今なお評価が分かれる。

## 登場人物
トウマ
声：朴璐美
16歳。主人公の一人で、大自然の中で育った山岳民族出身の、素直で熱血な性格の少年。武器は剣や槍や刀など。ガドフォールとメーベルが抜く事が出来なかった聖剣シャイニングフォースを抜く。聖剣は赤い篭手に変形し右腕に装着された。
シリル
声：桑島法子
16歳。主人公の一人で、冷たく見えるが本当は心優しい少女。ノスワルド帝国の帝都グランタル出身。武器は本やボウガン。料理を作るのが苦手だったが、メーベルの手ほどきで克服した。
ゼナス
声：草尾毅
犬の様な外見の古代擬似生命体。聖剣シャイニングフォースを抜いたサポートするために古代に作られ、聖剣を抜いたトウマを『マスター』として、サポートする。冷静沈着だが人使いは結構荒い。
ジラ
声：鶴ひろみ
小動物の様な外見の古代擬似生命体。舌足らずで子供っぽい。普段はシリルの髪の中に姿を隠しており、話をするときだけ姿を現す。また、ゼナスの上に乗ることもある。
ガドフォール
声：井上和彦
42歳。男性のケンタウロス族の騎士。武器は槍。かつてノスワルド帝国に仕えていたが、騎士道精神を追求する為に国を離れ、聖剣シャイニングフォースを探す旅に出た。
メーベル
声：久川綾
24歳。エルフ族の女性。武器は弦を四本張ったハープの様な大きい弓。料理を作るのが得意で、一番得意なのはイノブタ料理。その反面、常人を超える食欲の持ち主で、またドゥーガを飲み負かす程の「うわばみ」である。ここ20年幼児が生まれなくなったエルフ族の中で最後に生まれたので、エルフ族からは「最後の幼子」と呼ばれている。普段はおっとりとした笑顔を振りまいて仲間達を癒すが、戦いになると途端に凛々しい戦士へと変貌。弓から奔流の如く放たれる矢の嵐は、大勢の敵を一撃で粉砕するほどの威力を持つ。
アミタリリ
声：水樹奈々
12歳。魔族の女の子。武器は箒。帽子の上にヒヨコを巣ごと乗せているが、このヒヨコは不死鳥のヒヨコで強力な攻撃を放つ他、飼い主の意思を反映した表情をする。このヒヨコが大きく育ったら背中に乗って空を飛ぶのをアミタリリは楽しみにしている。リームシアンに憧れ、彼女の最年少記録を抜く形で魔族の女王「ラ・ヴァース」になることを狙っている。ファークリンやシリルから「アミちゃん」と呼ばれているが、トウマからはアミタリリという名前が長く、呼び辛いという理由で「アミ公」と呼ばれる。
ファークリン
声：田村ゆかり
12歳。獣人のクイントール族の男の子。武器は杖。弱気な性格で、それが気に入らないアミタリリから付き人としてこき使われ、「チビ」と呼ばれてすらいるが、当のファークリンはアミタリリの事が大好きである。また、フサフサな尻尾の持ち主だがこの尻尾の感触がアミタリリからは気に入られている。トウマからはアミタリリと同様の理由で「ファー公」と呼ばれる。またシリルからは「ファー君」と呼ばれる。
ドゥーガ
声：中井和哉
32歳。獣人のウルフリングの男性。武器は手甲。ノスワルド帝国の軍人で、ガドフォールとはその頃からの戦友だが、「どちらが強いのか」という一点に関してはお互いに決して譲らない。また、豪快で女好きな性格だが、初登場時にはフィリップによって洗脳され凶暴化しており、最終的にジオフォートのリペア機能で理性を取り戻した。
アダム
声：古川登志夫
製造から3000年程度。聖剣の主に仕えるロボットで、ジオフォートにあるものを含む全てのロボットの最上位に位置する存在。型名はプロトタイプII型。聖剣の主の命令に従いつつ、配下のロボットの指揮官としての役割を果たす為、ソフトウェアを従来型のAIに替えて人格インターフェイスをインストールすることによりロボットとしては高度な知力や判断力を有する。武器は内部に搭載されたブラスター砲など。3000年前は聖剣シャイニングフォースの最初の主にしてノスワルド帝国建国の祖である勇者グラントの元にいた。
ガリュウ
声：龍田直樹
年齢不明。巨大なドラゴン。武器は自身の爪や牙など。優れた知能と強大な力を持ち、自分と戦って勝った相手に従う精神の持ち主。また、人間の話す言葉を理解している。
アバロン
声：銀河万丈
70歳前後。1000年ほど前に聖剣の主だったとされる伝説の英雄で、漆黒の剣と黄金の鎧を身に着けていたことから別名「黄金の騎士」。武器は先述の漆黒の剣。歴史小説などでは偉人に描かれ、ガドフォールの憧れの存在にまでなっているが、わりと惚けた性格で、魔女の色香に迷ってアンデッドの呪いを掛けられてしまった。呪いを掛けられたのは贄神と戦う以前であり、戦わずして聖剣の主としての使命は終わってしまった。
ガンテツ
声：大塚周夫
50歳前後。タヌキ面のオヤジ。鍛冶の腕は確か。ヒカネと親交があり、彼女の手紙を受け取ってからジオフォートへと移った。毎日仕事を終えた後のトレーニングが日課。
ボルネ
声：古川登志夫
35歳。獣人のフォックスリング族の男性。商人であり、「命より金が大事」という信念の元に商売しているが、息子ギルナと娘ヒカネに限っては金より大事に思っている。また、トウマ達も上客として大事にしており、彼等の身に何か起こることを「上客に死なれたら大損」と考えている。
ギルナ
声：柳井久代
6歳。ボルネの息子でヒカネの双子の兄。父親に似てお金や商品に対しての執念が強い。キャントール村の少女チップと親しく、彼女から恋心を抱かれている。
ヒカネ
声：Aya（Mi）
6歳。ボルネの娘でギルナの双子の妹。父親に似てお金や商品に対しての執念が強い。「それが一番儲かる」という事で将来悪女になるのが夢らしい。ボルネの話によると亡くなったギルナとヒカネの母親も悪女だったとのこと。
ラグナダームIII世
声：堀川りょう
28歳。ノスワルド帝国の皇帝。剣や魔法を使いこなす達人で、またの名を「若獅子帝」。シスコン気味。厳格な性格で、国内の不正役人を一掃したが反面、部下に対しては思いやる心を持っており、末端の将兵に対してもわざわざ質の良い装備品を回すほど。
カティーナ
声：野中藍
17歳。ラグナダームIII世の妹。本編での出番は非常に少ないが、彼女が生贄に捧げられる運命にあった事が、今作の戦いが発生した遠因となっている。
フィリップ
声：神谷浩史
21歳。軍人貴族。遺跡探索を任務とする辺境部隊の指揮官。帝国軍の威を笠に傲慢に振舞い、なおかつ手柄を立ててラグナダームIII世に取り入ろうとする典型的な小物の悪役だったが、トウマ達の活躍により古代兵器発掘のために帝国領に近い山岳地に住む、獣人族の中でも鼻が利くキャントール族を連行し、発掘作業に酷使したことがラグナダームIII世に知られ、牢獄行きとなる。
リームシアン・ラ・ヴァース
声：豊口めぐみ
23歳。魔族領フィアランドの長。10代という魔族史上最年少で、魔族最強と長の称号である「ラ・ヴァース」の称号を勝ち取った猛者。先代「ラ・ヴァース」との決闘にて、煉獄の業火で一瞬で焼き尽くし、完勝した。
ルルネーゼル
声：伊倉一恵
28歳。サキュバス族。リームシアンに対して、厚い忠誠心を持った副官。魔族の中では戦闘能力は低いが、優れた知能や忠誠心によりリームシアンから重用されている。

## スタッフ
- キャラクターデザイン：pako - イラストレーター。ライトノベルの挿絵を中心に活躍中。
- シナリオ：火野峻志 - シナリオライター。『グランディア』（セガサターン）、『LUNAR』（メガCD）などを担当。
- 開発プロデューサー ： 下里陽一 - セガ・ゲームプロデューサー。『シャイニング・フォース ネオ』（PS2）、『シャイニング・フォース 黒き竜の復活』（GBA）など。

## テーマ曲
- オープニング曲 - 『WORLD'S LOVE』： Mi
- エンディング曲 - 『same sky』： Mi

## 関連商品

### 漫画作品
シャイニング・フォース イクサ アンソロジーコミック
アンソロジー（エンターブレイン、BROS.COMICS EX、2007年 ISBN 4757735898 ISBN 978-4757735897）

### 小説
シャイニング・フォース イクサ 漆黒の胎動 The indication of the darkness
著：日暮茶坊（ソフガレノベルズ、上巻 ISBN 4861330971 ISBN 978-4861330971 下巻は未発売）

### 設定資料集
シャイニング・フォース イクサ ビジュアル設定資料集
編集：エンターブレイン ファミ通書籍編集部 ISBN 4757735693 ISBN 978-4757735699

### 音楽CD
Shining Force EXA Music Collection
レーベル: WAVE MASTER ASIN B000MV8YFU
WORLD'S LOVE（シャイニング・フォース イクサテーマソング）
アーティスト：Mi
レーベル： コロムビアミュージックエンタテインメント ASIN B000KP63IS

### ドラマCD
シャイニング・フォース・イクサ ドラマCD
出演：朴ロ美,桑島法子,鶴ひろみ,久川綾, 他
収録リスト：1.After one year 2.再会3.決別4.第一試合~究極対至高5.第二試合~明日役立つ無駄知識6.第三試合~北風と太陽
7.第四試合~告白8.最終戦~闘牌伝説9.災厄の復活10.そして彼女は微笑んだ
レーベル: 5pb.Records ASIN B001F1XF46

### フィギュア
シリル
- 通常Ver. メーカー：ファーストクラス ASIN B00171TO12
- オリーブネコミミVer. メーカー：ファーストクラス ASIN B00171NRZQ

リームシアン
- メーカー：プレジデントジャパン ASIN B001A52Z7A